# Кейт Бішоп (Кіновсесвіт Marvel)
Кетрін «Кейт» Елізабет Бішоп (англ. Katherine "Kate" Elizabeth Bishop) — персонажка, яку в Кіновсесвіті Marvel (КВМ) втілює Гейлі Стайнфельд. Вона заснована на однойменній героїні з коміксів Marvel Comics. Бішоп зображена як майстерна лучниця, яка з дитинства захоплювалася Месником Клінтом Бартоном після того, як він врятував їй життя під час Битви за Нью-Йорк. Через кілька років вона зустрічає його, об'єднується з ним, щоб розкрити злочинну змову, і стає його ученицею. Згодом її вербує Камала Хан.
Стайнфельд вперше з’явилася в цій ролі у телесеріалі «Соколине Око» (2021) на Disney+. Вона також виконала камео у фільмі «Марвели» (2023) і озвучила альтернативну версію персонажки в третьому сезоні анімаційного серіалу «А що як...?» (2024). Гру Стайнфельд було позитивно сприйнято як фанатами, так і критиками.

## Історія створення

### Концепція
Кейт Бішоп була створена Алланом Гайнбергом і Джимом Чаном для Young Avengers #1 (квітень 2005 року) і стає однією із засновниць однойменної команди, яка використовує стріли Клінта Бартона як зброю. Оскільки Бартон пожертвував собою в Avengers #502, Капітан Америка передав їй мантію Соколиного ока.. До цього, будучи підліткою, вона зазнала нападу в Центральному парку, що спонукало її зайнятися інтенсивною бойовою підготовкою і самообороною, щоб зцілитися від травми, яку вона зазнала згодом. У пізніших поясах після відродження Бартона вона розвинула з ним стосунки наставника і підопічної та була головною однойменною персонажкою в серіях робіт Метта Фрекшна і Девіда Аха Hawkeye (2012), All-New Hawkeye Джеффа Леміра і Рамона Переса (2015), в сольній серії про Соколине око з 16 випусків, написаній Келлі Томпсон з 2016 по 2018 рік, і в майбутній мінісерії з п'яти частин 2021 року від Маріке Найкамп і Енід Балам.
Бен Пірсон з /Film виявив, що інтерпретація Бішоп у коміксах зробила її «молодою, впертою жінкою, яка прагне зробити собі ім'я і відмовляється дозволяти кому-небудь нею керувати», і Реннер пом'якшився, сказавши, що Бішоп була «кращою версією мене, і це почуття є основою того, хто такий Соколине око», додавши, що він був радий бачити на екрані «дивовижного персонажа». Він вважав, що участь Бішоп в «Соколиному оці» показує, що Бартон — «супергерой без надздібностей і [як він може] навчити когось іншого бути супергероєм без надздібностей» в особі Бішоп. Пол Тассі з Forbes заявив, що Marvel «робить великі ставки» на участь Бішоп у КВМ, оскільки вона є для них «силою, можливо, більшою, ніж будь-коли був сам [Бартон Реннера] Соколине око».

### Кастинг
У квітні 2019 року були опубліковані ранні звіти, що вказують на плани створення роботи про Соколине око для Disney+ за участю Бартона, який «передає естафету» Бішопу, про що пізніше було офіційно оголошено на San Diego Comic Con в липні наступного року. На початку вересня 2019 року Гейлі Стайнфельд запропонували роль Кейт Бішоп, але через місяць вона ще не підписалася на участь у серіалі. «Variety» повідомило, що однією з причин цього був пункт про неконкурентоспроможність у її контракті з Apple TV+ про виконання головної ролі в серіалі «Дікінсон», про що, на думку «Variety», Стайнфельд зможе домовитися. Жодній іншій актрисі не пропонували роль Бішоп. Коли незабаром після цього Стайнфельд запитали про головну роль у серіалі, вона сказала, що це «не те, що обов'язково відбувається», і до грудня 2020 року її затвердили на роль Бішоп частково через проблеми з розкладом, коли 3-й сезон «Дікінсон» був скасований через пандемію COVID-19; це також дозволило Стайнфельд краще зберігати таємницю до тих пір, поки не буде розкрито її офіційний кастинг. Фінн Джонс, який зіграв Денні Ренда / Залізного кулака в попередніх проєктах Marvel Television і знявся разом зі Стайнфельд у 2-му сезоні «Дікінсон», закликав її погодитися на цю роль, вірячи, що вона повинна «обов'язково це зробити. Стати частиною світу Marvel. Це так чудово — говорити, що ти був частиною цього... Я сказав: „Зроби це, і ти не пошкодуєш про це“». Джонс продовжував підтримувати Стайнфельд щодо виконання цієї ролі, сказавши: «Чудово бачити, що вона зараз у цьому світі... вона цього заслуговує. Вона така приголомшлива виконавиця — і великий внесок у Всесвіт Marvel».. Шоураннер «Соколиного ока» Джонатан Ігла назвав її кастинг «абсолютно ідеальним».
Реннер взяв на себе сміливість навчити Стайнфельд тому, як використовувати можливості великобюджетного виробництва Marvel і як світ супергероїв втілюється в реальні декорації, відчуваючи, що його роль полягала в тому, щоб познайомити її з КВМ. «Крім того, що я знімався в цьому серіалі, я захищав її та розповідав їй про те, як це відбувається з такого роду кіновиробництвом», — заявив Реннер, додавши, що він «просто хотів захистити її, тому що тут задіяно багато фізичних речей». Він високо оцінив рішення Marvel вибрати її на роль Бішоп, зазначивши, що «вона чудова актриса, чудова людина ... [є багато] класних речей, які вона вміє робити». Стайнфельд вже була фанаткою Бішоп і коміксів, але виявила, що у своїх дослідженнях для шоу вона змогла постійно «[відкривати] ці елементи Кейт Бішоп, які є в [коміксах], які ми втілюємо в життя в шоу, та інші елементи з коміксів». Вона також була вдячна за те, як роль персонажа була пов'язана з КВМ і допомагала конкретизувати КВМ в цілому.
Стайнфельд не проходила прослуховування на цю роль, причому Кевін Файгі заявив: «Нам дуже, дуже пощастило, що Гейлі була відкрита для цього, тому що ми дуже вірили, що вона була свого роду прототипом персонажа, і, як іноді трапляється, версія персонажа мрії погоджується це зробити».

## Сприйняття
Перший прийом перших двох епізодів «Соколиного ока» включав високу оцінку зображення Стайнфельд ролі Бішоп, того, як вона «[внесла] гумор і рішучість у свого персонажа»; коментарі критиків варіювалися від висловлювання Стіва Вайнтрауба з Collider про те, що «немає жодних шансів, що фанати відразу не закохаються в її персонажа», до інших різноманітних коментарів, в яких говорилося, що «Динаміка нетерплячої Кейт з буркотливим Клінтом особливо велика», і про її «енергійний виступ». Ерік Кейн з Forbes сказав, що «Хейлі Стайнфельд чудова в ролі Кейт Бішоп. Останнє, в чому я її бачив, було „Бамблбі“… [і тут] вона трохи впевненіша в собі та крутіша, і все це у неї виходить дуже добре».
Метт Перслоу з IGN у рецензії на перші два епізоди «Соколиного ока» сказав, що Бішоп — «чудова енергійна сила, яка біжить, перш ніж навчиться ходити. Її навичкам стрільби з лука відповідає тільки її здатність прибути в невідповідне місце в невідповідний час», і похвалив вірність шоу її версії з коміксів. Він сказав, що Бішоп «краде шоу — виступ Стайнфельд — це магнетична радість. Але її молодий герой також випускає значно більше стріл у порівнянні з прем'єрою, як фізично, так і метафорично», беручи до уваги сильну динаміку Бартона-Бішоп.. У своєму огляді на «Роніна» Перслоу також високо оцінив жарти між Бішоп і Бєловою під час їхньої першої зустрічі.. У рецензії на «Роніна» Алан Сепінуолл з Rolling Stone звернув увагу на ідолопоклонство Бішоп перед Бартоном і на те, як, виявивши, що Бартон був Роніном, вона все ще підтримує його, додавши, що персонаж був побудований таким чином, що вона «не так вже й відрізняється від Клінта і Маї, в тому плані, що її також можна засліпити та маніпулювати». В огляді 4-го епізоду «Соколиного ока», «Партнери, я права?», Чанселлор Агард високо оцінила зростаючу динаміку персонажів між Бартоном і Бішоп і те, як Бартон почав піклуватися про неї, в той час як Бішоп дізнається більше про темну сторону минулого свого наставника..

### Нагороди
| Рік  | Твір           | Нагорода                                | Категорія                                         | Результат | Прим.  |
| ---- | -------------- | --------------------------------------- | ------------------------------------------------- | --------- | ------ |
| 2022 | «Соколине Око» | Critics' Choice Super Awards            | Найкраща акторка в супергеройському серіалі       | Номінація | [ 34 ] |
| 2022 | «Соколине Око» | Kids' Choice Awards                     | Улюблена жінка-телезірка                          | Номінація | [ 35 ] |
| 2022 | «Соколине Око» | Hollywood Critics Association TV Awards | Найкраща акторка в серіалі, комедія               | Номінація | [ 36 ] |
| 2022 | «Соколине Око» | Saturn Awards                           | Найкращий перформанс юного актора для телесеріалу | Номінація | [ 37 ] |

## В інших медіа
У 2022 році компанія Netmarble додала версію Кейт Бішоп із «Соколиного Ока» до гри Marvel: Future Fight, а Hasbro випустила фігурку Кейт Бішоп, засновану на її образі з серіалу, у рамках лінійки колекційних фігурок Marvel Legends.